# حشمتیه (بخش مرکزی نیشابور)
حشمتیه یک روستا در ایران است که در دهستان ریوند شهرستان نیشابور واقع شده‌است.